# Гусу
Гусу́ (кит. упр. 姑苏, пиньинь Gūsū) — район городского подчинения городского округа Сучжоу провинции Цзянсу (КНР). Район назван в честь горы Гусушань.

## История
В 1949 году урбанизированная часть уезда Усянь была выделена в отдельный город Сучжоу. В 1951 году в Сучжоу были образованы Северный, Южный, Восточный, Западный и Центральный районы. В 1955 году Восточный район был переименован в район Пинцзян (平江区), Южный район — в район Цанлан (沧浪区), Западный район — в район Цзиньчан (金阊区), Северный район — в район Бэйта (北塔区), Центральный район — в район Шицянь (观前区). В 1956 году район Шицянь был расформирован, а его территория — разделена между районами Бэйта и Пинцзян. В 1958 году район Бэйта был присоединён к району Цзиньчан. В 1967 году район Пинцзян был переименован в район Дунфэн (东风区), район Цзиньчан — в район Яньань (延安区), а район Ланцан — в район Хунци (红旗区), но в 1979 году районам были возвращены прежние названия.
В 1983 году были расформированы город Сучжоу и округ Сучжоу, и образован городской округ Сучжоу; районы города Сучжоу стали районами городского подчинения городского округа Сучжоу.
В 2012 году районы Пинцзян, Цанлан и Цзиньчан были объединены в район Гусу.

## Административное деление
Район делится на 17 уличных комитетов.